# Mick MacNeil
Norman Michael MacNeil, detto Mick (Isola di Barra, 20 luglio 1958), è un cantautore e tastierista britannico noto soprattutto per essere un ex membro del gruppo scozzese Simple Minds.
Dopo essersi unito alla band nel 1978, MacNeil l'ha lasciata nel 1990.
Nel 1997 ha pubblicato l'album People, Places, Things per la propria etichetta discografica, la Mixrecords. Successivamente è divenuto il tastierista della band Fourgoodmen.